# 루사티아

루사티아의 위치

루사티아(라틴어: Lusatia, 독일어: Lausitz 라우지츠[*], 고지 소르브어: Łužica, 저지 소르브어: Łužyca, 폴란드어: Łużyce 우지차[*], 체코어: Lužice 루지체[*])는 중앙유럽에 위치한 역사적 지역으로 현재의 독일 작센주와 브란덴부르크주에 위치한다. 폴란드, 체코와 국경을 접하며 서슬라브족 계열의 민족인 소르브인 다수가 거주한다.

## 같이 보기
- 소르브인
- 소르브어
  - 고지 소르브어
  - 저지 소르브어